# Aon Center (Los Angeles)
L'Aon Center è un grattacielo ubicato nella 707 Wilshire Boulevard, nel centro di Los Angeles, in California. Completato nel 1973, è alto 262 metri, con 62 piani. Progettato da Charles Luckman, si tratta di un edificio rettangolare nero con un bordo bianco, e una notevole forma slanciata per un grattacielo in una zona sismicamente attiva. Il logo della Aon Corporation, il suo principale inquilino, è nella parte alta dell'edificio, in rosso.
È stato originariamente chiamato United California Bank Building dal suo completamento nel 1973 fino al 1984, quando divenne noto come il primo Interstate Tower. Quando fu costruito era l'edificio più alto a ovest del fiume Mississippi, fino a quando fu superato dal Commercial Texas Tower nel 1982. È rimasto il più alto edificio di Los Angeles fino al 1989, quando la Library Tower (ora U.S. Bank Tower) è stata completata.
Il 4 maggio 1988, un vasto incendio  scoppiato al 12º piano poco dopo le 22:00 di sera ha bruciato per oltre quattro ore, estendendosi per altri cinque piani. 40 persone sono rimaste ferite e una è morta. Il fuoco è stato pericoloso per l'edificio a tal punto da far pensare a un crollo su se stesso.